# 斎藤恒三
斎藤 恒三（旧字体：齋藤󠄁 恆三、さいとう つねぞう、1858年11月22日〈安政5年10月17日〉 - 1937年〈昭和12年〉2月5日〉は、明治後期から昭和初期にかけての日本の機械技術者・実業家である。山口県（長門国）出身。
工部大学校卒の機械技術者で、1886年（明治19年）に三重県四日市市の紡績会社三重紡績へ技師長として入社して以来一貫して紡績業に携わった。1914年（大正3年）に大阪紡績との合併で東洋紡績（現・東洋紡）が発足するとその専務取締役に就任。1920年（大正9年）から1926年（大正15年）にかけては同社の第3代社長を務めた。紡績業への貢献から工学博士の学位も授与されている。三重紡績時代に四日市市会議員・同議長を務めたこともある。

## 経歴

### 造幣局へ入る
斎藤恒三は、安政5年10月17日（新暦：1858年11月22日）、長門国萩城下の土原村（現・山口県萩市）に藤井一学の三男として生まれた。1871年（明治4年）に斎藤禎三の養子となる（のち1893年に家を相続）。1876年（明治9年）、工部大学校に入学。1882年（明治15年）に同校機械工学科を卒業し、大阪の造幣局に入った。
造幣局では機械の改良・拡張を担当した。その中で工事を通じて紡績会社と接点を持った。後に斎藤が社長となる東洋紡績（現・東洋紡）の社史によると、上司にあたる造幣局の外国人技師に命ぜられ、大阪近郊三軒家で進む大阪紡績（1883年設立）の工事に派遣されたことが契機である。これは、工場建設にあたりイギリスから輸入機械とともに来日した技師がボイラー・蒸気機関の据付に不慣れであるとして造幣局の外国人技師に代理を依頼したところ、その技師も自信がないとのことで造幣局での機関据付の経験がある斎藤に回された仕事であった。斎藤は工場に乗り込むと作業を監督・指導し無事機械の据付を終えた。

### 三重紡績へ転ずる

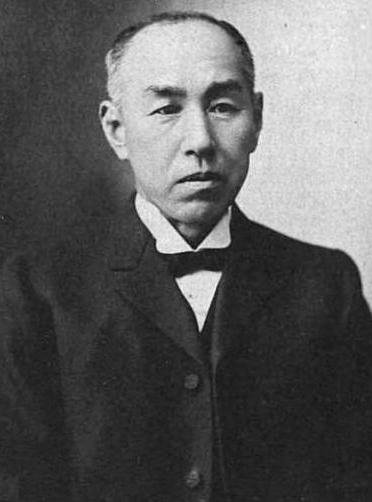
三重紡績創業者伊藤伝七

1886年（明治19年）11月、三重県の四日市近郊にあった伊藤伝七らが営む三重紡績所を救済すべく、九鬼紋七ら地元財界人や渋沢栄一らにより三重紡績会社が立ち上げられた。起業に際し、発起人会が技術者の人選を大阪紡績の山辺丈夫や東京職工学校校長正木退蔵に依頼したところ、両人はそろって造幣局技師の斎藤恒三を推挙してきた。うち山辺は大阪紡績工務支配人として工場建設時の斎藤の働きを間近で見ていた人物であった。斎藤を推薦された三重紡績では造幣局にその譲り受けを依頼し、斎藤を初代技師長として迎えることに成功した。
三重紡績に入社した斎藤は工場設計を急ぎ、12月紡績事業調査のためイギリスへ渡航、アメリカ合衆国の工場も見学した上で翌1887年（明治20年）10月末に帰国した。斎藤が手掛けた四日市市浜町の新工場は1888年（明治21年）2月に竣工している。また斎藤はアメリカで綿糸漁網に興味を持ち、帰国後にその生産を会社に提言した。その結果三重紡績では副業として綿糸漁網製造を始めたが、一時北海道まで販路を広げたものの利益が伸びず、会社の事業として定着しなかった。次いで翌1889年（明治22年）、農商務省にて英領インドにおける綿業の視察を行うこととなったため、三重紡績・大阪紡績からも社員をインドへ随行させた。この機を用いて斎藤はインド綿の取り寄せを彼らに打電し、綿の到着を待って当時インドから綿糸の形で輸入されることが多かった左撚20番手糸の国産化に取り組んだ。日本国内での左撚20番手糸の製造は三重紡績が最初に試みたといわれ、需要家から好評を博した。
1891年（明治24年）1月、会社設立時から関係していた八巻道成の辞職に伴い三重紡績の役員（「委員」と称す）に加わる。さらに1893年（明治26年）10月に会社が株式会社化（三重紡績株式会社に）されると取締役に挙げられた。この段階での三重紡績経営陣は取締役会長九鬼紋七、取締役伊藤伝七・斎藤恒三という顔ぶれである。1895年（明治28年）、三重紡績は愛知県へと進出して名古屋市内に分工場を建設、次いで三重県津市にも工場を新設し、その上紡績業のみならず織布事業にも手を広げた。これら新工場の設計・監督を担当する斎藤は、津での織布工場新設に際して織布機の選定のため1900年（明治33年）に再びイギリス・アメリカを回った。
三重紡績の技術部門を引き受ける傍ら、斎藤は公職にも関係した。国の仕事は内国勧業博覧会関係で、第4回内国勧業博覧会（1895年・京都）で審査官、第5回内国勧業博覧会（1903年・大阪）で審査委員をそれぞれ務めている。その他は三重紡績本社のある四日市での市会議員である。四日市市会議員当選は、市制施行に伴い1897年（明治30年）10月に行われた第1回選挙が最初。1903年（明治36年）10月の改選で再選され、以後1906年（明治39年）10月まで市会議員を務めた。市会議員在任中、1900年（明治33年）10月から翌年1月まで市会副議長、1903年5月から1904年（明治37年）7月にかけては市会議長（第3代）に推されている。

### 名古屋財界での活動

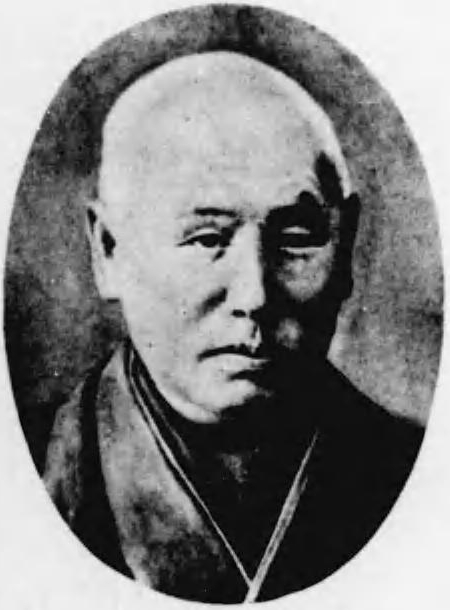
元尾張紡績社長奥田正香

日露戦争期、三重・愛知両県下にある紡績会社の合同に向けた機運が高まり、1905年（明治38年）に三重紡績は名古屋の紡績会社尾張紡績（社長奥田正香）および名古屋紡績（社長岡谷惣助）を合併した。その後1907年（明治40年）1月に取締役の増員があり渋沢栄一が取締役会長、奥田正香が取締役にそれぞれ就任。次いで1909年（明治42年）に会長奥田正香、常務伊藤伝七・斎藤恒三という体制へと変わり、さらに1912年（明治45年）に伊藤が会長へ昇ると斎藤はその下で専務取締役となった。
三重紡績と尾張紡績・名古屋紡績が合同した結果、三重紡績は本店を従来のまま四日市市に構えながらも実質的な本社機能を名古屋に置く会社となった。経営陣も名古屋へ移ることとなり、斎藤は1906年5月に住所を名古屋へと移している。以後、斎藤は名古屋の企業経営にも関わった。名古屋ではまず1906年10月、新しい電力会社として名古屋電力（社長奥田正香）が設立されると同社の取締役に加わった。同社は木曽川での水力発電所建設を目指す会社で、斎藤は奥田の意向を受けて三重紡績を代表する立場で起業に参加していた。1910年（明治43年）10月、名古屋電力は開業に至らないまま既存電力会社名古屋電灯へと吸収されたが、斎藤は同年11月兼松煕らと名古屋電灯取締役に選ばれる。その後1912年（大正元年）12月まで同社取締役を務めた。
1910年1月には名古屋の明治銀行で監査役に就いた。同社は奥田正香や神野金之助が1896年に設立した銀行である。1910年10月、次いで織機メーカー豊田式織機（現・豊和工業）の監査役に選ばれた。奥田や伊藤伝七らが参加して1907年に設立された同社では斎藤も発起人の一人であった。
さらに1912年11月、斎藤自ら主宰者となって株式会社中央鉄工所を名古屋に設立、その取締役社長となった。同社は四日市の三重鉄工所と名古屋の中央興業を母体とし、さらに三重県の鳥羽にあった鳥羽造船所も買収して、四日市・鳥羽の両工場にて機械製造と造船事業を営んだ。中央鉄工所の取締役はその後1919年（大正8年）12月にかけて務めている。

### 東洋紡績設立
斎藤の本拠である三重紡績は、尾張紡績・名古屋紡績の合併後も紡績会社の統合を積極的に進め、業界最大手鐘淵紡績に次ぐ規模の紡績会社へと発展していた。1914年（大正3年）に入り、渋沢栄一が相談役を務めるという点で共通する大阪紡績との合併構想が浮上する。三重紡績側からは専務の斎藤と取締役岡常夫が合併交渉にあたり、同年4月には両社の株主総会で新設合併の承認を得るところまで手続きを進めた。株主総会での承認に伴い斎藤は伊藤伝七とともに三重紡績を代表して新会社の設立委員に就任した。
そして1914年6月26日、三重紡績・大阪紡績合併による新会社・東洋紡績株式会社が発足した。新会社は工場16か所・紡績機44万錘を擁し、鐘淵紡績を抜いて当時日本最大の紡績会社となった。新会社の役員は三重紡績・大阪紡績双方から選ばれており、社長に山辺丈夫、副社長に伊藤伝七、そして専務取締役に斎藤恒三と旧大阪紡績の阿部房次郎が就いた。東洋紡績の本店は三重紡績時代と同様四日市市に置かれたが、実質的な本社機能は大阪と名古屋に配しており、当初、斎藤は伊藤とともに名古屋に常駐していた。ただし1918年ごろの時点では名古屋市東区白壁町の本邸ではなく兵庫県武庫郡住吉村（現・神戸市）の別邸に住む期間が長くなっていたという。
1915年（大正4年）2月9日、斎藤は博士会の推薦により工学博士の学位を授与された。授与は技術者および実務家として日本の紡績業発展に貢献したことによる。翌1916年（大正5年）5月、東洋紡績では山辺丈夫が取締役社長を辞任し相談役へ回ったため、伊藤伝七が副社長から第2代社長へと昇格した。この時後任の副社長は置かれておらず、斎藤は阿部房次郎とともに専務取締役のままである。

### 東洋紡績社長就任

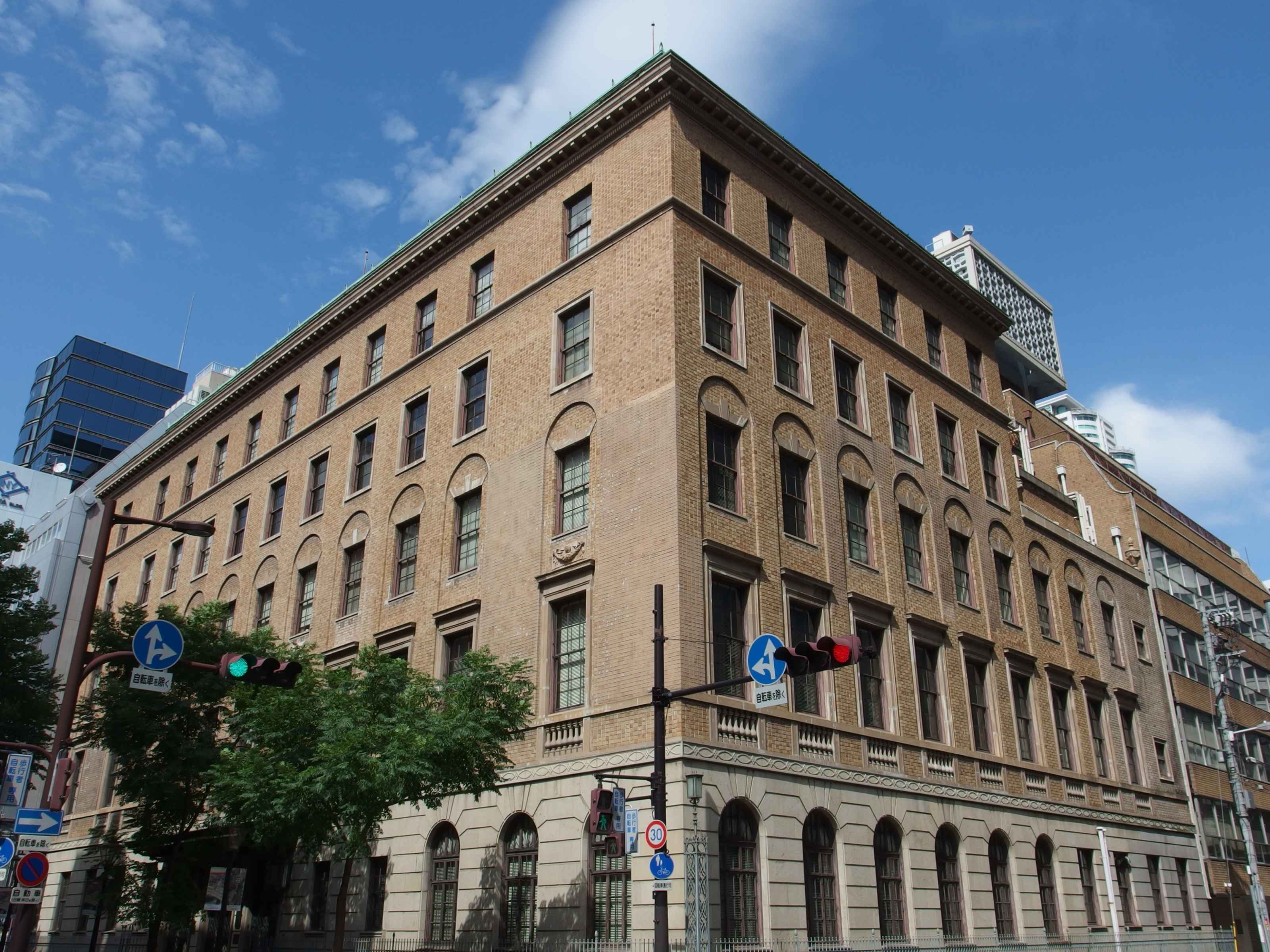
斎藤が建設に関わった綿業会館（2014年）

1920年（大正9年）6月22日、同日の株主総会で取締役の改選が実施されるのを機に、伊藤伝七は老齢のため後進に道を譲るとして東洋紡績の取締役社長を退任し、相談役に下がった。そして同日の取締役会において斎藤恒三が後任として第3代社長に推された。
斎藤が社長に就任した頃の東洋紡績は、1920年春の戦後恐慌発生を受けて大戦景気を反映した好業績が一転、大幅な減収減益に見舞われていた。さらに1923年（大正12年）9月の関東大震災で関東地方にあった工場が被災して多額の損害を被った。震災による財界の混乱を受けて紡績会社の中には経営が悪化する会社が多くあったが、東洋紡績は設立以来堅実経営を続けており業績に大きな影響はなかった。1925年（大正14年）5月、斎藤は業界団体である大日本紡績連合会（紡連）の委員長も兼ねた。
1926年（大正15年）6月5日、斎藤は6年間務めた東洋紡績の取締役社長を辞任し、株主総会のあった21日付で相談役に推された。後任の第4代社長は1922年に専務から副社長へと昇格していた阿部房次郎である。阿部は紡連委員長の職も引き継いだ。
退任後の1928年（昭和3年）、東洋紡績役員会に対し元専務岡常夫（1927年1月死去）の遺族から大阪に繊維産業関係者の社交クラブを作るために活用してほしいとして遺産100万円寄付の申し出があった。これを機に大阪の繊維産業関係者を中心として同年12月財団法人日本綿業倶楽部が立ち上げられる。初代会長には大阪合同紡績社長谷口房蔵が推されたが、間もなく死去したため、翌1929年（昭和4年）4月に斎藤が第2代会長に選ばれた。会長就任後の1931年（昭和6年）12月、大阪船場に「綿業会館」が完成し、翌1932年（昭和7年）1月より日本綿業倶楽部は開館した。
その後斎藤は1932年（昭和7年）1月の改選をもって明治銀行監査役を退任、1934年（昭和9年）10月には豊田式織機監査役からも退いて同社相談役に推された。その3年後の1937年（昭和12年）2月5日午後0時、京都市上京区出雲路俵町の自邸で東洋紡績相談役・日本綿業倶楽部会長在職のまま死去した。79歳没。死後、紡績業への貢献を称え従六位に叙された。

## 栄典
- 1907年（明治40年）10月25日 - 緑綬褒章受章（紡績業への貢献による）[7]
- 1920年（大正9年）10月2日 - 紺綬褒章受章（日本赤十字社愛知支部資金として1万円を寄付したため）[44]
- 1927年（昭和2年）5月6日 - 紺綬褒章飾版受章（萩町公会堂建設費として3万円を寄付したため）[44]
- 1930年（昭和5年）5月21日 - 紺綬褒章飾版受章（関東大震災救援費として1万円寄付したため）[44]
- 1930年（昭和5年）10月13日 - 紺綬褒章飾版受章（名古屋市公会堂建設費として1万円寄付したため）[44]
- 1937年（昭和12年）2月5日 - 従六位に叙される[45]

## 家族・親族
妻のハル（1873年生）は養父・斎藤禎三の次女。男子は恒一（1891年生）・雄二（1896年生）・三郎（1898年生）・四郎（1904年生）の4人がいる。
- 斎藤恒一 ： 東京帝国大学工科大学機械科卒。三井物産に勤務後東洋紡績監査役へ転ずる[46]。1937年斎藤家を継ぐ[47]。
- 斎藤雄二 ： 京都帝国大学卒、豊和重工業（旧・豊田式織機）監査役などを務める[48]。

他に、女子のうち長女サダ（1893年生）は名古屋の実業家下出義雄（下出民義の長男）に嫁いだ。